# Kusin Rachel (film)
Kusin Rachel (engelska: My Cousin Rachel) är en amerikansk romantisk mysteriefilm från 1952 i regi av Henry Koster. Filmen är baserad på Daphne du Mauriers roman med samma namn från 1951. I huvudrollerna ses Olivia de Havilland, Richard Burton, Audrey Dalton, Ronald Squire, George Dolenz och John Sutton.

## Rollista i urval
- Olivia de Havilland – Rachel Sangalletti Ashley
- Richard Burton – Philip Ashley
- Audrey Dalton – Louise Kendall
- Ronald Squire – Nicholas 'Nick' Kendall
- George Dolenz – Guido Rainaldi
- John Sutton – Ambrose Ashley
- Tudor Owen – Seecombe
- J. M. Kerrigan – pastor Pascoe
- Margaret Brewster – Mrs. Pascoe
- Alma Lawton – Mary Pascoe